# Église Saint-Georges de Morteaux
Pour les articles homonymes, voir Église Saint-Georges.
L'église Saint-Georges de Morteaux est un édifice catholique situé à Morteaux-Coulibœuf, en France.

## Localisation
L'église est située dans le département français du Calvados, dans le bourg de Morteaux, commune fusionnée en 1857 avec Coulibœuf, formant ainsi la commune de Morteaux-Coulibœuf.

## Architecture
L'église est inscrite au titre des monuments historiques depuis le 19 septembre 1928.